# Frontera entre Geòrgia i l'Azerbaidjan
La frontera entre Geòrgia i l'Azerbaidjan és la frontera de 428 kilòmetres que separa l'est de Geòrgia de l'oest de l'Azerbaidjan, al Caucas. Comença al trifini entre Geòrgia, Azerbaidjan i Rússia (Daguestan). D'allí va cap a l'oest, després cap al sud i segueix cap a l'est fins al trifini entre Geòrgia, Azerbaidjan i Armènia. Separa la regió georgiana de Kakhètia dels districtes àzeris de Balakan, Zakatala, Quakh, Samukh, Tovuz i Agstafa. Passa per les proximitats de Rustavi (Geòrgia).
Amb la independència de la República Democràtica de Geòrgia de 1918 a 1920 es van definir les fronteres georgianes i àzeris, fins que el 1920 foren ocupades per la Unió Soviètica. El 1991 ambdues nacions van obtenir la independència. Ambdues han acceptat tàcitament les fronteres ja establertes, tot i que no han signat cap acord formal.